# Djursholm – Sveriges ledarsamhälle
Djursholm – Sveriges ledarsamhälle är en studie om Djursholm genomförd av Mikael Holmqvist, professor i företagsekonomi vid Stockholms universitet.

## Innehållsreferat
Studien går tillbaka till 1889 då Djursholm grundades av bankdirektören Henrik Palme. I studien redogörs för Djursholms historia fram till nutid. Sättet att leva och verka i Djursholm redovisas och enligt Holmqvist är det betydelsen av ”konsekration”, det vill säga social upphöjelse och aura, som kännetecknar livsstilen i Djursholm. Några av Sveriges företagsledare bor där och den sociala interaktionen mellan andra människor i orten slås fast som en viktig del av livet i Djursholm.
Studien bygger bland annat på 207 intervjuer med personer med anknytning till Djursholm och på citat från litteratur och hemsidor.

## Källa
- Holmqvist, Mikael, Djursholm – Sveriges ledarsamhälle ISBN 978-91-7353-772-8